# Anna Sokolow
Pour les articles homonymes, voir Sokolow.
Anna Sokolow, née le 9 février 1910 à Hartford dans le Connecticut et morte le 29 mars 2000 à New York, est une danseuse et chorégraphe américaine.

## Biographie
Anna Sokolow commence la danse en prenant des cours à la Emanuel Sisterhood Settlement House, avant de se consacrer à plein temps à cette activité. Elle prend des cours à la Neighborhood Playhouse, en ayant comme enseignants Blanche Talmud, Bird Larson, Martha Graham et Louis Horst.
Elle commence sa carrière professionnelle en 1929 comme membre de la Martha Graham's Company. En 1936, elle fonde sa propre compagnie intitulée Dance Unit. Sokolow prend également part à des activités collectives dans le New Dance Group et la Workers Dance League. Durant les années 1930 et 1940, elle écrit des solos et des chorégraphies pour ensembles en basant son propos chorégraphique sur les problèmes d'exploitation des travailleurs et la montée des persécutions contre les Juifs en Allemagne. Elle collabore également avec le compositeur Alex North pour l'Anti-War Trilogy.
En 1939, Sokolow participe au développement de la danse au Mexique et en Israël. Son travail avec le Secrétariat de l'Éducation publique du Mexique abouti à la création de l'Académie nationale mexicaine de la danse. Dans les années 1960, elle collabore avec la Batsheva Dance Company, Inbal, et le Théâtre lyrique en Israël. Elle enseigne également de 1958 à 1993 à la Juilliard School de New York, sa méthode de travail qu'elle nomme « method dancing ».
En 1991, elle reçoit un American Dance Festival Award pour l'ensemble de sa carrière.

## Principales chorégraphies
- Rooms (1955)
- Dreams (1961)
- Lyric Suite (1954)
- Odes (1965)
- Opus 65 (1965)

### Pièces écrites pour les spectacles de Broadway
- Noah (1935) - sur une musique de Louis Horst
- Sing for Your Supper (1939)
- Street Scene (1947)
- The Great Campaign (1947)
- Sleepy Hollow (1948)
- Regina (1949)
- Happy as Larry (1950)
- Camino Real (1953)
- Red Roses for Me (1955) - nomination pour un Tony Award de la meilleure chorégraphie
- Candide (1956)
- Copper and Brass (1957)
- Clothes for a Summer Hotel (1980)